# Origin Systems
Origin Systems, Inc. (иногда сокращается как OSI) — компания-разработчик компьютерных игр, располагавшаяся в Остине, штат Техас и осуществлявшая активную деятельность в период с 1983 по 2004 год. Ей принесли известность серии игр Ultima, Wing Commander и Crusader.

## История
Компания была основана в 1983 году братьями Робертом и Ричардом Гэрриотом, их отцом Оуэном и Чаком Бушем.
В сентябре 1992 года компанию купила Electronic Arts.
В 1997 году компания выпустила одну из наиболее успешных графических MMORPG: Ultima Online
В феврале 2004 года студия была распущена.

## Изданные игры
- Серия Ultima (1983—1999)
- Autoduel (1985)
- Moebius: The Orb of Celestial Harmony (1985)
- Ogre (1986)
- 2400 A.D. (1987)
- Times of Lore (1988)
- Knights of Legend (1989)
- Tangled Tales (1989)
- Omega (1989)
- Space Rogue (1989)
- Windwalker (1989)
- Серия Wing Commander (1990—1998)
- Bad Blood[англ.] (1990)
- Shadowcaster (1993)
- Strike Commander (1993)
- Wing Commander: Privateer (1993)
- System Shock (1994)
- Pacific Strike (1994)
- Wings of Glory (1994)
- BioForge (1995)
- Серия Crusader (1995—1996)
- CyberMage: Darklight Awakening (1995)
- Jane's Combat Simulations: AH-64D Longbow (1996)
- Jane's Combat Simulations: AH-64D Longbow: Flash Point Korea (1996)
- Privateer 2: The Darkening (1996)
- Jane's Combat Simulations: Longbow 2 (1997)
- Ultima Online (1997)